# Palais Odd Fellows
Le Palais Odd Fellows est un palais rococo situé au centre de Frederiksstaden à Copenhague.
Son nom est dérivé de la branche locale de l'ordre des Odd Fellows qui l'a acquis en 1900. Le bâtiment est situé sur la Bredgade, et fait face à la Dronningens Tværgade dont il sert de point de vue.

## Histoire
Le palais a été érigé lors du réaménagement du quartier Frederiksstaden à Copenhague au XVIIIe siècle. Dessiné par l'architecte Johann Gottfried Rosenberg sous la supervision de l'architecte Nicolai Eigtved, lequel était chargé du réaménagement du quartier, il a été construit pour le Comte Christian August von Berckentin.
Après le décès de ce dernier, le palais sera hérité par son gendre, Christian Sigfred von Plessen, aussi propriétaire du Manoir Glorup en Fionie, et qui avait épousé en 1744 la fille de Berckentin, Louise von Plessen.
En 1762, Heinrich von Schimmelmann acquiert la demeure qui prend alors le nom de Palais Schimmelmann. Son fils, Ernst Schimmelmann héritera celui-ci en 1782. Ernst et sa femme, Charlotte Schimmelmann, portaient un grand intérêt aux arts et l'endroit deviendra célèbre pour ses salons.
Au XIXe siècle, diverses familles fortunées occuperont le palais, notamment Rudolph Puggaard qui y accueillera les artistes de l'âge d'or danois.

## Le palais dans les arts
Le bâtiment sert pour diverses scènes du film de 1997 Smilla et l'amour de la neige et pour un épisode du populaire feuilleton télévisé Le Matador.
Il abrite aujourd'hui une salle de concert ouverte au public.